# Chacachacare
Chacachacare () est la plus grande des îles Bocas dépendant de la République de Trinité-et-Tobago. L'île est inhabitée depuis l'abandon de la léproserie en 1984.

## Géographie
Elle situé dans les Bouches du Dragon entre la Trinité et le Venezuela. Chacachacare est la plus éloignée des Bocas Islands. Patos Island, encore plus éloignée vers l'ouest, qui faisait partie de Trinité-et-Tobago jusque 1942, a été cédée au Venezuela.
Îles situées à proximité immédiates :
- Les Bolo Rocks, des rochers situés au sud-ouest de Chacachacare, doivent leur nom à un esclave nommé Bolo, qui travaillait à la station baleinière.
- Cabresse Island est une très petite île située au nord de Chacachacare.

## Histoire

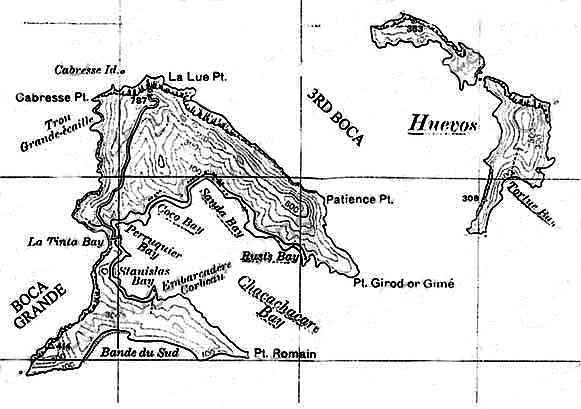
Carte de Chacachacare (1927)

D'abord nommée El Caracol (l'escargot) par Christophe Colomb, elle a été au cours de son histoire plantation de coton, station baleinière et léproserie. Christophe Colomb y aborda lors de son troisième voyage, le 12 août 1498, et passa la nuit à Monkey Harbour.
Le révolutionnaire vénézuélien Santiago Mariño, qui plus tard rejoindra Simón Bolívar et fut une figure majeure de la libération du Venezuela, utilisa Chacachacare comme base arrière lors de l'invasion réussie de 1813 avec seulement 45 « patriotes ».
L'île abrita ensuite les logements des nonnes qui s'occupaient de la léproserie. En 1942, 1000 U.S. Marines débarquèrent à Chacachacare et construisirent des baraquements. L'île est abandonnée depuis le départ des nonnes en 1984, après la mort du dernier lépreux. Elle n'est plus habitée que par les gardiens du phare.

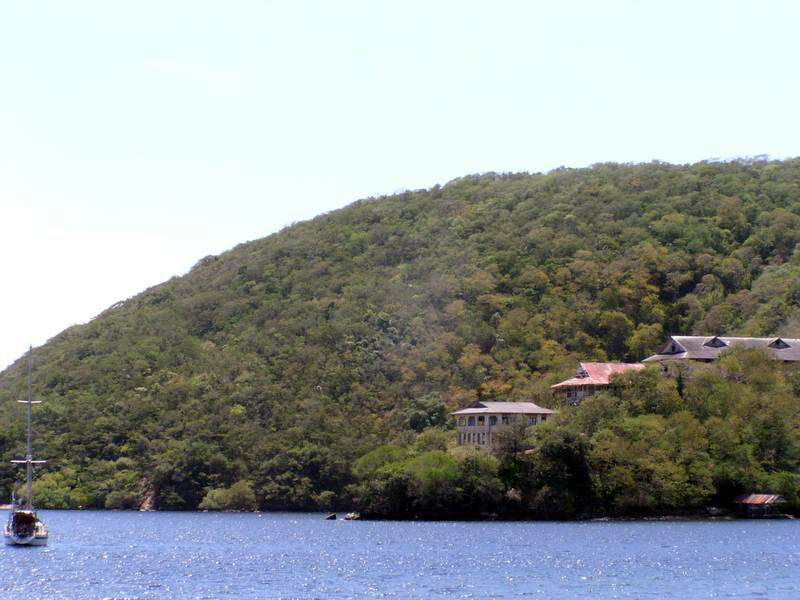
Habitations abandonnées des nonnes, Chacachacare

## Fiction
- La majeure partie du roman d'Elizabeth Nunez (en), Prospero's Daughter (2006), se passe à Chacachacare.